# Trentepohlia (Trentepohlia) limata
Trentepohlia (Trentepohlia) limata is een tweevleugelige uit de familie steltmuggen (Limoniidae). De soort komt voor in het Australaziatisch gebied.